# Smedley Butler
(Smedley Butler, La guerra è una mafia)
Smedley Darlington Butler, soprannominato The Fighting Quaker e Old Gimlet Eye (West Chester, 30 luglio 1881 – Filadelfia, 21 giugno 1940), è stato un generale statunitense, fu uno dei 19 militari ad essere insignito due volte della Medal of Honor, la più alta decorazione militare assegnata dal Governo degli Stati Uniti.

## Biografia
Maggior generale nel Corpo dei Marines degli Stati Uniti d'America, al momento della sua morte il marine più decorato della storia americana. Durante la sua carriera di marine durata 34 anni partecipò ad azioni militari nelle Filippine, in Cina, in America centrale e nei Caraibi durante le guerre della banana, così come anche in Francia durante la prima guerra mondiale. Nel corso della sua carriera ricevette 16 medaglie, cinque delle quali per eroismo. È una delle 19 persone ad aver ricevuto la Medaglia d'Onore del Congresso, una delle tre ad essere premiata sia della Marine Corps Brevet Medal che della Medaglia d'Onore, e l'unica a essere premiata sia della Brevet Medal sia di due Medaglie d'Onore, tutte per azioni diverse.
Oltre ai suoi successi militari, prestò servizio come Direttore della Pubblica Sicurezza a Filadelfia per due anni e fu un critico esplicito della rischiosa politica militare statunitense. Nel suo libro del 1935 La guerra è una mafia (War Is A Racket), descrisse il funzionamento del complesso militare-industriale e politico congressuale e, dopo essersi ritirato dal servizio, divenne un apprezzato relatore presso manifestazioni organizzate da veterani, pacifisti e gruppi ecclesiastici negli anni trenta.
Nel 1934 fu coinvolto in una controversia nota come il Business Plot, quando riferì a una commissione d'inchiesta del Congresso che un gruppo di ricchi industriali lo aveva avvicinato per guidare un colpo di Stato per rovesciare Franklin Delano Roosevelt. Le persone che furono coinvolte negarono l'esistenza di un complotto, mentre i media ridicolizzarono le dichiarazioni del generale. Il rapporto finale della commissione stabilì che c'erano prove dell'esistenza di tale complotto, ma non venne intentata nessuna causa. L'opinione della maggior parte degli storici è che - benché i piani per un colpo di Stato non fossero avanzati - vennero discussi piani poco realistici.
Butler continuò i suoi impegni di oratore in un vasto tour ma nel giugno del 1940 si fece ricoverare in un ospedale militare, morendo poche settimane dopo per un tumore. Fu sepolto presso l'Oaklands Cemetery nella natia West Chester; la sua casa è stata mantenuta come era al momento in cui la lasciò e contiene memorabilia raccolti durante la sua carriera.